# Thomas Daniel (Musiktheoretiker)
Thomas Daniel (* 21. März 1949) ist ein deutscher Musiktheoretiker.

## Leben
Thomas Daniel studierte, neben Schulmusik, Musiktheorie bei Christoph Hohlfeld an der Hochschule für Musik Hamburg und Musikwissenschaften bei Friedhelm Krummacher an der Christian-Albrechts-Universität zu Kiel.
Seit 1978 lehrte er an der Hochschule für Musik Hamburg Musiktheorie, von 1983 bis 2013 war er Professor für Tonsatz an der Musikhochschule Köln, wobei er von 1989 bis 1998 zusätzlich einen Lehrauftrag an der Universität zu Köln innehatte.
Er veröffentlichte mehrere Studien zur Historischen Satzlehre, in denen er unter anderem versucht, die Satztechnik eines Komponisten enzyklopädisch an Beispielen darzustellen.

## Veröffentlichungen

### Monographien
- Zweistimmiger Kontrapunkt. Ein Lehrgang in 30 Lektionen. 2.  Auflage. Christoph Dohr, Köln 2010, ISBN 978-3-936655-78-0.
- Bachs unvollendete Quadrupelfuge aus "Die Kunst der Fuge". Studie und Vervollständigung. Christoph Dohr, Köln 2010, ISBN 978-3-936655-83-4.
- Kontrapunkt. Eine Satzlehre zur Vokalpolyphonie des 16. Jahrhunderts. 3.  Auflage. Christoph Dohr, Köln 2016, ISBN 978-3-86846-132-9.
- Vierstimmiger Kantionalsatz im 16. und 17. Jahrhundert. Eine historische Satzlehre. Christoph Dohr, Köln 2017, ISBN 978-3-936655-19-3.
- Der Choralsatz bei Bach und seinen Zeitgenossen. Eine historische Satzlehre. 4. durchgesehene  Auflage. Christoph Dohr, Köln 2019, ISBN 978-3-86846-156-5.

### Artikel
- Freiheiten der Kadenzgestaltung in Othmayrs Bicinia sacra. In: Heribert Klein, Klaus Wolfgang Niemöller (Hrsg.): Kirchenmusik in Geschichte und Gegenwart: Festschrift Hans Schmidt zum 65. Geburtstag. Christoph Dohr, Köln 1998, ISBN 978-3-925366-62-8, S. 125.